# オメイダ英語学院
Omeida英語学院は、中国の陽朔県(Yangshuo)に位置する語学学校である。北京語を留学生に英語を中国の学生に教えている。2001年に設立。Omeida中国語学院と英語トレーニング学科の2つの部門に分かれている。

## 沿革
- 2001年 - ネイティブの中国人学生のための英語学校として設立。その英語クラスにおける言語のカリキュラムは、ネイティブの英語話者により完全に言語に没頭した環境下において教えられる。そしてその学生全体は、青少年によって占められていた。
- 2008年 - 正式にOmeida中国語アカデミーを開設しまた国際的に海外からの学生向けに中国語に没頭するカリキュラムも始めた。学校の拡大と新設された中国語プログラムに伴い、学校は陽朔にLongyueロード沿いの現在のキャンパスの場所に移設された。その後、新設された場所において更にOmeidaの学生総数とプログラム選択は、拡大を続けた。
- 2010年 - 英語のトレーニング部門はフルタイムで行われるようになり、夏季長期プログラムは、学生総数を220人へと押し上げることとなった（2008年時点では180人）。

年々、オメイダ英語学院と中国語アカデミーは拡大を続け学生総数は270人を保持するまでになった。

## 所在地
中国の陽朔、桂林、広西に位置している。陽朔とその周辺地域はカルスト台地の独特の景観で有名で好景気の中国の観光産業や地域の外国人コミュニティの成長を集め発展してきた。町自体は比較的小さいままで、奥深い中国の遺産を保持し続けながら非常に顕著な西洋的な快適さと設備をも開発してきた。陽朔の周辺地域は、信じられないほどの風景やアウトドアにおいても人気が有り世界的に有名になっている。この地域は中国で最もユニークな地理的構造群及び、中国で最も有名な河川群を含んでいる。風景は常に観光客やアウトドア愛好家の広い客層を惹きつけているという。

## 中国語学院

### 教授陣
Omeida中国語学院の教授陣は、必要最小限のセットを組んで働く。教員は大学において外国語として中国語教育の分野で少なくとも学士号を習得している必要があり、全ての教師が中国語教育の分野での経験を有することが要求される。

### 学術
学校は、全ての中国語経験のレベルに応じて開始することが出来る以下の3つのコースのタイプを提供している。
1. 標準的な中国語コース
リスニング、スピーキング、リーディング、漢字ライティングの中国語理解における標準的基礎を教える"包括的な"中国語コース
2. 本格的な学生用に向けたHSK試験の準備コース
Hanyu Shuiping Kaoshi：中国漢語水平考試
3. 授業の時間と頻度をカスタマイズしたい学生向けの専門コース

### 課外学習活動
Omeida中国語学院と英語トレーニング部門は、共に各学校からの学生達に向けて彼らの言語スキルを練習するためにペアを組む "言語パートナー・プログラム"を開発した。フルタイムの学生向けとして一週間内の平日においては、通常授業後は、毎日言語パートナーを会う予定が組まれている。また、中国の文化的側面を学生へ伝えることを意図している隔週の文化イベントを開催している。さらに、よりゆったりとした活動として「土曜日における課外活動」や「社交的な夜」といったイベントも開催している。

## Omeida英語トレーニング学科
2001年にOmeidaおける最初の学科として設立された英語のトレーニング部門は、ネイティブの中国人学生に言語に没頭する英語コースを提供している。この部門が提供しているコースは、フルタイムの英語の "包括的な"コース、ビジネス英語コース、小学生のための数週間に亘る長期の夏のキャンプである。

### 教師とボランティア
Omeida英語トレーニング学科は、ネイティブの英語圏の教員やボランティアの指導スタッフを擁している。Omeidaの契約教師はTEFLまたはTESOLの資格を必須としています。また、ボランティアは、住宅と引き換えに、毎日の家庭教師の援助を提供しながら、学校の日々のレッスンを行っている。

## キャンパスライフ
Omeida外語カレッジのキャンパスは、学校の教師と生徒を擁する複数の学舎や集合住宅によって構成されている。